# Curtis D. Wilbur

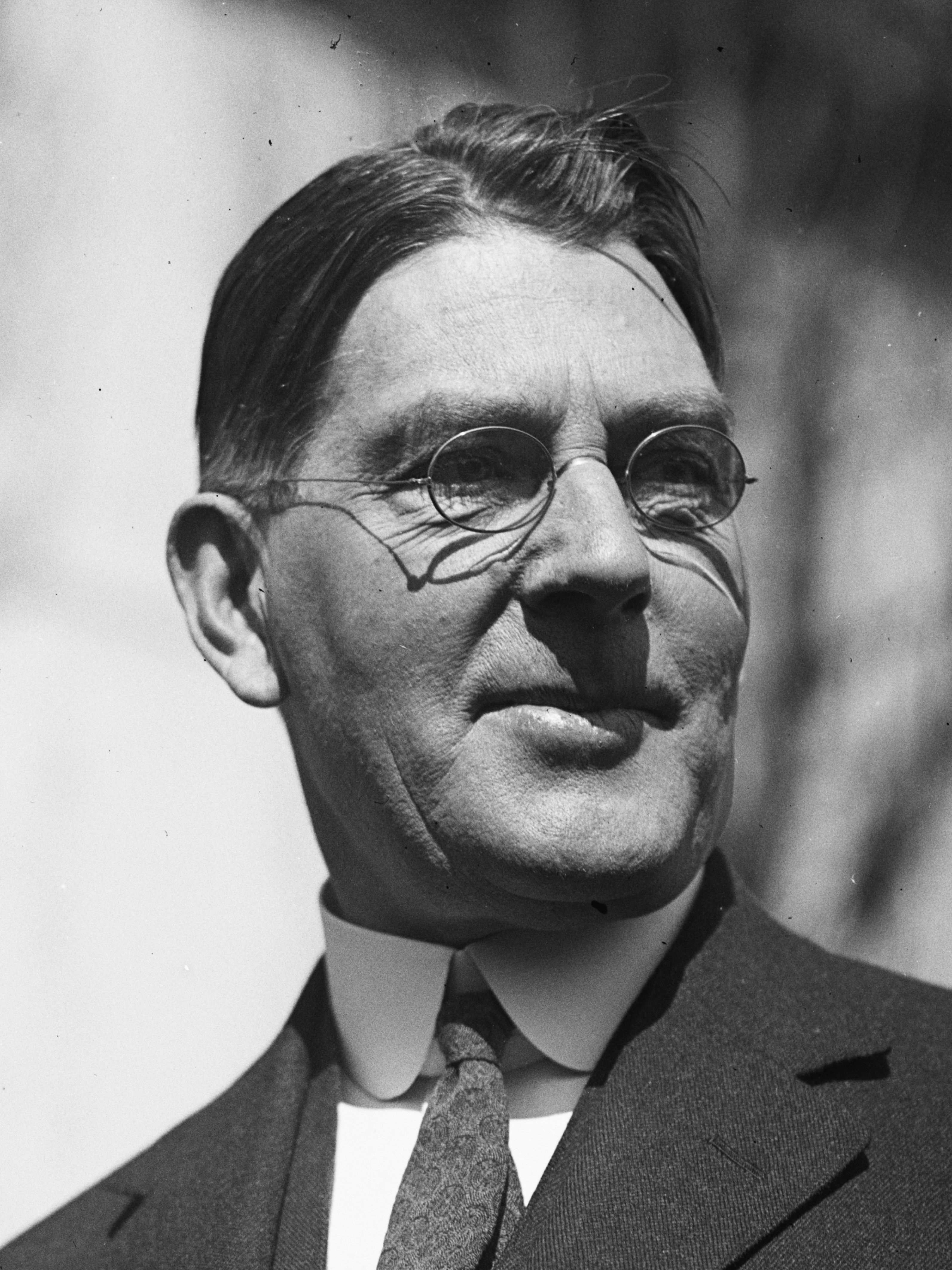
Curtis D. Wilbur (1924)

Curtis Dwight Wilbur (* 10. Mai 1867 im Boone County, Iowa; † 8. September 1954 in San Francisco, Kalifornien) war ein US-amerikanischer Jurist und Politiker (Republikanische Partei), der dem Kabinett von Präsident Calvin Coolidge als Marineminister angehörte.
Wilbur wurde 1884 an der United States Naval Academy in Annapolis (Maryland) aufgenommen. Kurz nach seiner Graduierung verließ er die Akademie, was in dieser Zeit keine unübliche Vorgehensweise darstellte, und zog nach Riverside in Kalifornien. Dort wurde er 1890 in die Anwaltskammer des Staates aufgenommen und bekleidete in der Folge den Posten eines stellvertretenden Distriktstaatsanwalts in Los Angeles. 1903 wurde er dann Richter am Superior Court, 1918 schließlich am Supreme Court von Kalifornien, als dessen 19. Oberster Richter (Chief Justice) er fungierte.

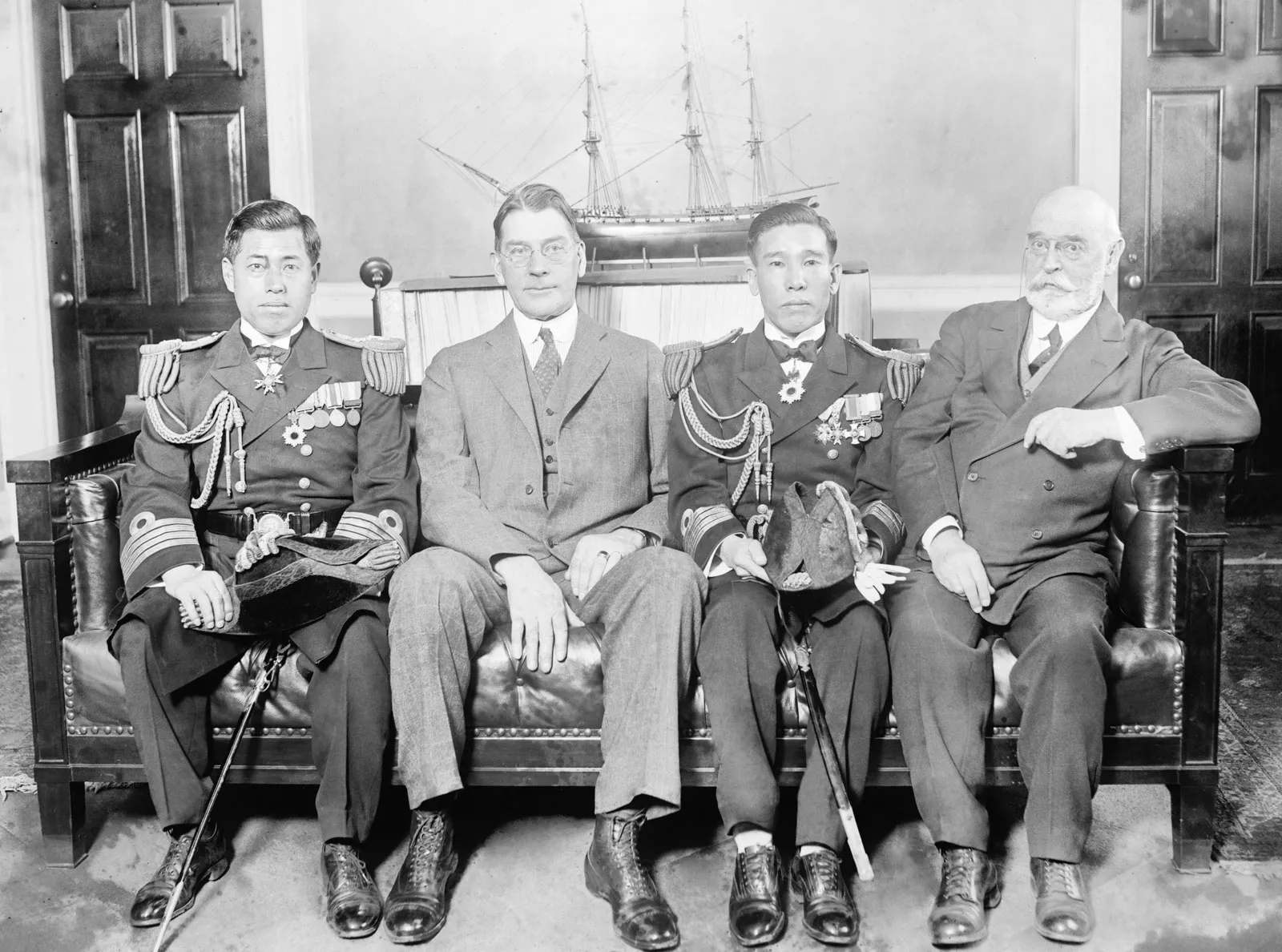
Curtis D. Wilbur (2. von links) mit Kapitän Isoroku Yamamoto von der Kaiserlichen Japanischen Marine.

Am 19. März 1924 legte Curtis Wilbur den Amtseid als Secretary of the Navy ab. Er war der erste Minister, den der seit dem Vorjahr regierende Präsident Coolidge neu in sein Kabinett berief, und galt gemeinhin als Mann von hohem Intellekt und unangreifbarer Integrität. Als Wilbur im März 1929 gemeinsam mit dem Präsidenten aus der Regierung ausschied, konnte er eine positive Bilanz vorweisen. So war es ihm gelungen, die US-Flotte zu vergrößern und zu modernisieren. Ein wichtiger Bestandteil waren dabei die Marineflieger, die während des Zweiten Weltkriegs bei den Kampfhandlungen zwischen den USA und Japan große Bedeutung erlangen sollten.
Calvin Coolidges Nachfolger im Präsidentenamt, Herbert Hoover, ernannte Curtis Wilbur 1929 zum Richter am Bundesberufungsgericht für den neunten Gerichtskreis in San Francisco. Er übte dieses Amt bis 1945 aus, als er in den Ruhestand ging.
Wilbur, der mit Olive Doolittle verheiratet war und Vater von drei Kindern war, starb 1954. Im Gedenken an ihren ehemaligen Minister benannte die Navy den Zerstörer Curtis Wilbur nach ihm. Zudem trägt der Mount Wilbur in der Antarktis seinen Namen. Sein Bruder Ray war von 1929 bis 1933 US-Innenminister unter Präsident Hoover.